# غمدان الا على (المحويت)

تعديل مصدري - تعديل

غمدان الا على هي إحدى قرى عزلة بني الوليد بمديرية المحويت التابعة لمحافظة المحويت، بلغ تعداد سكانها 55 نسمة حسب تعداد اليمن لعام 2004.